# 185484 Czochralski
185484 Czochralski è un asteroide della fascia principale esterna. Scoperto nel 2007, presenta un'orbita caratterizzata da un semiasse maggiore pari a 3,470468 UA e da un'eccentricità di 0,032444, inclinata di 11,038006° rispetto all'eclittica. Ha un diametro di 5,910 km.